# Гатрі-Центер (Айова)
Гатрі-Центер (англ. Guthrie Center) — місто (англ. city) в США, в окрузі Гатрі штату Айова, адміністративний центр округу. Населення — 1593 особи (2020).

## Географія
Гатрі-Центер розташоване за координатами 41°40′41″ пн. ш. 94°29′56″ зх. д. / 41.67806° пн. ш. 94.49889° зх. д. (41.678124, -94.498948).  За даними Бюро перепису населення США в 2010 році місто мало площу 6,40 км², уся площа — суходіл.

## Демографія
Згідно з переписом 2010 року, у місті мешкало 1569 осіб у 677 домогосподарствах у складі 387 родин. Густота населення становила 245 осіб/км².  Було 796 помешкань (124/км²).
Расовий склад населення:
| - 96,0 % — білих - 0,4 % — корінних американців - 0,2 % — азіатів - 0,1 % — вихідців з тихоокеанських островів - 0,1 % — чорних або афроамериканців - 2,2 % — осіб інших рас |

До двох чи більше рас належало 0,9 %. Частка іспаномовних становила 3,6 % від усіх жителів.
За віковим діапазоном населення розподілялося таким чином: 23,1 % — особи молодші 18 років, 51,2 % — особи у віці 18—64 років, 25,7 % — особи у віці 65 років та старші. Медіана віку мешканця становила 44,9 року. На 100 осіб жіночої статі у місті припадало 87,2 чоловіків;  на 100 жінок у віці від 18 років та старших — 78,1 чоловіків також старших 18 років.
Середній дохід на одне домашнє господарство  становив 52 690 доларів США (медіана — 37 833), а середній дохід на одну сім'ю — 68 923 долари (медіана — 50 938). Медіана доходів становила 34 310 доларів для чоловіків та 35 313 долари для жінок. За межею бідності перебувало 15,1 % осіб, у тому числі 14,5 % дітей у віці до 18 років та 11,5 % осіб у віці 65 років та старших.
Цивільне працевлаштоване населення становило 764 особи. Основні галузі зайнятості: освіта, охорона здоров'я та соціальна допомога — 25,0 %, роздрібна торгівля — 15,8 %, виробництво — 10,6 %, фінанси, страхування та нерухомість — 9,8 %.